# J’ai couru vers le Nil
J’ai couru vers le Nil est un roman d'Alaa al-Aswany, publié en 2018 (Jumhūriyya Ka'anna, arabe : جمهورية كأن, La prétendue République — littéralement, la République comme si). Il s'agit du septième ouvrage traduit en français de cet auteur

## Résumé
Les vies d'une vingtaine de personnages s'entrecroisent en 2011, parmi des millions d'autres, dans le centre-ville du Caire, place Tahrir, avec les manifestations étudiantes à la mémoire du premier martyr, Khaled (nouveau Mohamed Bouazizi), la répression, l'occupation de la place, l'auto-organisation de cette opposition pacifique (Pain, liberté, justice sociale), la délocalisation des ministères, les unités spéciales, la libération des prisons (sous couleur de fuite) de délinquants (beltagui)  prêts à casser les manifestants, la défense du système en place, les représailles, la guerre de l'information... 
L'autre scène, plus populaire, est la cimenterie Bellini, sabordée par les propriétaires majoritaires, et qui entre en grève. « Je considère l'usine comme un modèle réduit de l'Égypte tout entière » (p. 297). Toutes deux promises à la défaite.

## Personnages
- Ahmed Alouani, général, dirigeant de l'Organisation (Sécurité d'État p. 183),
  - son épouse Hadja Tahani Talima, affairiste,
  - ses fils Abderrahmane (juge) et Bilal (officier de la Garde républicaine),
  - sa fille Dania, étudiante en médecine,
- Achraf Ouissa, 55 ans, acteur de cinéma, écrivain, copte,
  - son épouse Magda (comptable), (son beau-frère Amir, sa belle-mère Ouassima, d'Héliopolis),
  - sa servante Akram (, son mari Mansour, leur fille Chahd),
  - ses enfants Boutros et Sara, le père Mitias,
- Asma Zenati, 25 ans, enseignante d'anglais,
  - Mohamed Zenati, 59 ans, son père, 25 ans comptable en KSA, vieilli prématurément,
  - sa mère,
  - son grand-père maternel, Karem, cultivé, décédé,
  - son frère Mustafa (ingénieur en KSA), et sa sœur voilée,
- Mazen el-Saqa, ingénieur, syndiqué, travaillant à la cimenterie Bellini, 
  - Hadj Cherbini, le plus vieux des ouvriers de la cimenterie,
- Issam Chaalane, ancien militant socialiste ou communiste, ingénieur, directeur de la cimenterie Bellini,
  - Madani, chauffeur d'Issam, ses tâches, 
    - ses enfants Khaled et Hind, étudiants et militants, lui appelant sur Facebook à la manifestation (puis abattu), elle égérie assez involontaire par cette vidéo,

  - Fabio, mandataire de l'entreprise Bellini,
- cheikh Chamel, licencié en espagnol, prédicateur de télévision, maître penseur,
- Nourhane (Nour al-Hoda), présentatrice de télévision, ancienne assistante d'université,
  - seconde épouse du Dr Hani el-Aassar, puis de Issam Chaalane, puis troisième de Chanouani,
  - son fils Hamza,
  - sa domestique Aouatif,
  - sa rivale Bassent,
- Hadj Chanouani, milliardaire, propriétaire d'une nouvelle chaîne de télévision,
- divers généraux et colonels, les capitaine Tamer, Maged Boulos et Haicham al-Meligi...

## Construction de l’œuvre
Le roman est construit en étoile. Un double mouvement le fait rayonner de la place Tahrir et y converger tout à la fois. Les grandes mouvements s'y retrouvent et s'y confrontent: étudiants, manifestants, police, armée, Frères musulmans... 

## Sociologie
Sous forme de fiction, la crise de 2011, qui est d'abord une révolte des modestes, révèle les réalités de la société égyptienne, tant de cette année 2011 que d'autrefois : inégalités, injustices, corruption, hypocrisie, etc. Le roman montre aussi un désir partagé de « construire une Égypte nouvelle propre et respectable » (p. 232).
Les obligations de la religion musulmane semblent globalement respectées (extérieurement), mais dès que la place est laissée aux prêcheurs salafistes improvisés, puis aux Frères musulmans, les tensions s'accentuent.
La jeune Asma refuse de se voiler dans son école, et subit de fortes pressions, et s'en plaint auprès de Mazen, de l'association Kifaya. 
Place Tahrir, Asma, souffrant d'allergie pulmonaire, devant les gaz lacrymogènes, se réfugie dans l'appartement d'un inconnu, Achraf Ouissa, qui donne sur la place Tahrir, et cela suffit à réveiller l'humanité de cet homme, trop pris par le haschich, va participer avec le Dr Abdel Samad, septuagénaire, président de la commission de coordination des manifestants. 
Achraf affiche son amour pour sa servante Akram. Un café accueille quelques instants Achraf, Akram, Asma, Mazen. 
Dania rejoint les médecins et étudiants médecins pour donner les premiers soins aux blessés, assiste à l'exécution de son ami Khaled, et veut témoigner. 
Issam se souvient de sa jeunesse (militantisme, arrestation, humiliation).
Certains témoignages féminins sont présentés comme véridiques (après changement des noms) : violences, tortures, humiliations (p. 263).

## Réception
Les recensions francophones sont favorables,.
Le roman est interdit de diffusion dans l'ensemble du monde arabe, à l'exception du Liban, du Maroc et de la Tunisie.

## Éditions
- J’ai couru vers le Nil, trad. Gilles Gauthier, Actes Sud, 2018, 432 pages  (ISBN 978-2-330-10904-2)